# پژمان آذرمینا
پژمان آذرمینا (زادهٔ ۲۷ مارس ۱۹۷۳) یک پدیدآور، و کارآفرین اهل ایران است. وی از سال ۱۹۹۰ میلادی تاکنون مشغول فعالیت بوده‌است.